# Автоколлимация

Простейший оптический коллиматор. Диафрагма (A) расположена в фокусе линзы (L)

Автоколлима́ция (лит. autos + лит. collimo) — ход световых лучей, при котором они, выйдя параллельным пучком из коллиматора, входящего в состав оптической системы, отражаются от плоского зеркала (автоколлимация параллельных пучков) или другого отражателя (прямоугольные двойные и тройные зеркала или зеркало со сферической поверхностью — автоколлимация сходящихся пучков) и проходят систему в обратном направлении. Если зеркало перпендикулярно оптической оси системы, то излучающая точка, лежащая в фокальной плоскости на этой оси, совмещается с её изображением в отражённых лучах; поворот зеркала приводит к смещению изображения.

## Происхождение термина
Термин «автоколлимация» произошёл из двух иностранных слов: греческого местоимения autos — 'сам' и латинского collimo, являющегося искажением слова collineo — 'направляю по прямой линии'. «Аутос» + «коллинео» означает 'самонаправляю по прямой линии'. В данном случае речь идёт о световом пучке.

## Метод работы
Данный метод основан на законе отражения, в частности на равенстве углов падения и отражения. При этом параллельный пучок лучей, направленный перпендикулярно к отражающей поверхности, отражается в обратном направлении. Если отражающая поверхность наклонена под небольшим углом к падающим лучам, то отражённые лучи отклонятся на удвоенный угол, что позволяет в производственных условиях оценить и выставить несколько поверхностей параллельно друг другу и измерить степень плоскопараллельности пластин и малые углы клиньев. При автоколлимации происходит самонаведение посылаемого светового луча оптической системы на свою же визирную ось.

### Автоколлимационная оптическая система
Автоколлимационной называют такую оптическую систему, которая проецирует изображение измерительного тест-объекта с помощью отражающей поверхности в плоскость расположения самого светящегося теста. Отражающей поверхностью может быть зеркало или полированная поверхность контролируемой детали.

## Применение
Автоколлимацией пользуются в оптических приборах (например, в спектральных) для точных угловых измерений, для выверки параллельности поверхностей оптических деталей (например, зеркал в оптических квантовых генераторах — лазерах), контроля параллельности перемещений (например, ползунов, суппортов и т. п.) и иных сферах.

#### Диссертации
- Гукайло Михаил Яковлевич. Автоколлимация при многометровых расстояниях между автоколлимационной трубой и зеркалом : диссертация … кандидата технических наук: 05.00.00. — Ленинград, 1966. — 193 с.
- Гусев Лев Николаевич. Автоколлимация в процессе фотографической записи колебаний : диссертация … кандидата технических наук: 05.00.00. — Ленинград, 1970. — 191 с.
- Прокофьев Александр Валерьевич. Исследование особенностей построения автоколлимационных оптико-электронных систем контроля соосности с оптической равносигнальной зоной : диссертация ... кандидата технических наук: 05.11.07. — Санкт-Петербург, 2005. — 151 с.